# Stefan Mitrović (Wasserballspieler)

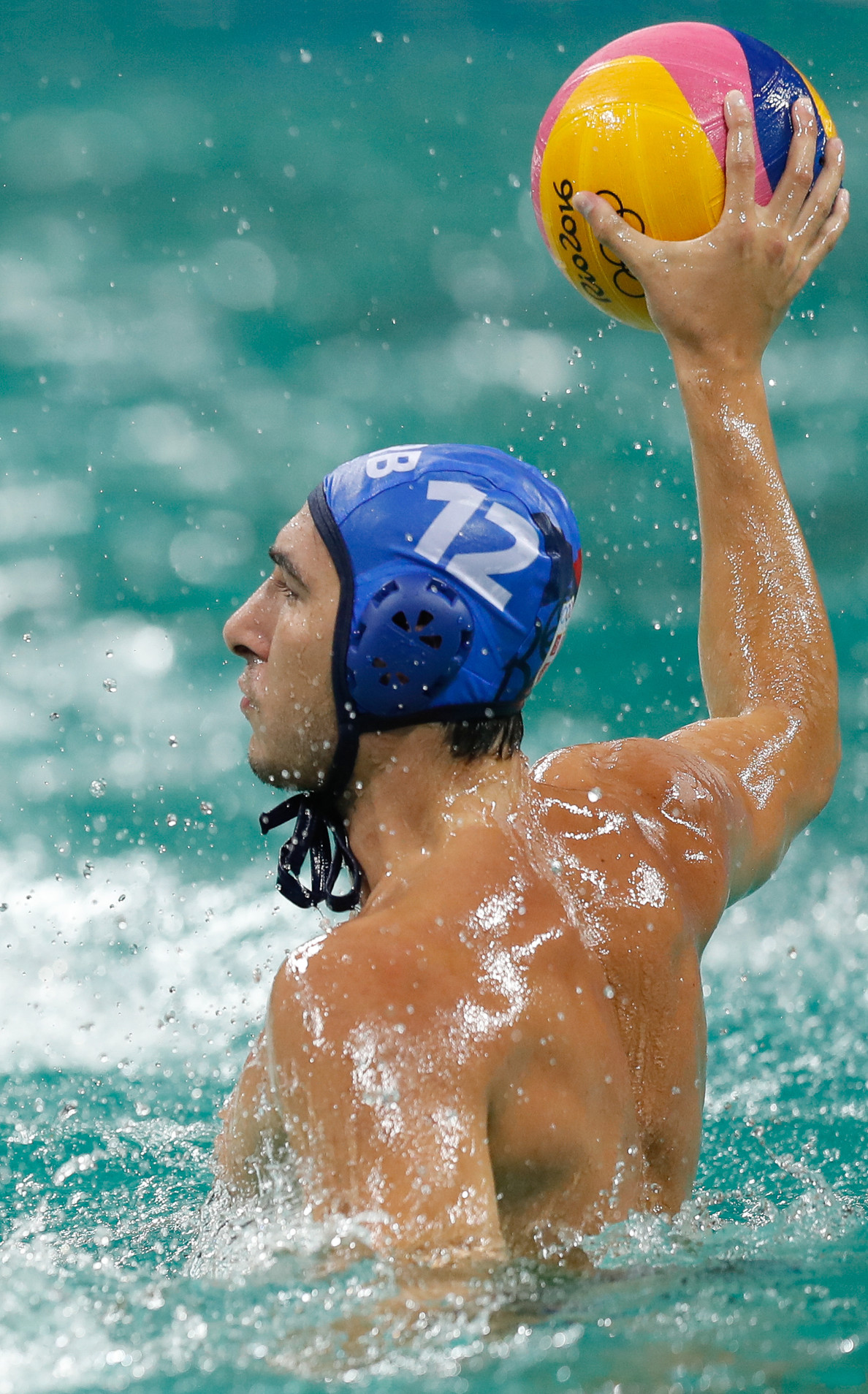
Stefan Mitrović bei den Olympischen Spielen 2016

Stefan Mitrović (serbisch-kyrillisch Стефан Митровић; * 29. März 1988 in Belgrad) ist ein serbischer Wasserballspieler. Er war je zweimal Olympiasieger und Weltmeister sowie viermal Europameister.

## Sportliche Karriere
2009 erkämpfte die serbische Nationalmannschaft mit Stefan Mitrović den Titel bei den Mittelmeerspielen in Pescara vor den Spaniern. Bei der Weltmeisterschaft in Rom gewannen die Serben das Endspiel gegen die Spanier im Fünfmeterschießen. Stefan Mitrović kam nur in zwei Spielen zum Einsatz und erzielte zwei Tore im Vorrundenspiel gegen Spanien. 2010 folgte die Bronzemedaille bei der Europameisterschaft in Zagreb, nachdem die Serben im Halbfinale mit 9:10 gegen die kroatischen Gastgeber verloren hatten. 2011 bei der Weltmeisterschaft in Shanghai erreichten die Serben das Finale und unterlagen dann den Italienern mit 7:8. Anfang 2012 siegte Serbien im Finale der Europameisterschaft in Eindhoven gegen Montenegro. Bei den Olympischen Spielen in London gewannen die Serben ihre Vorrundengruppe. Nach einem Viertelfinalsieg gegen Australien verloren die Serben im Halbfinale gegen die Italiener und trafen im Spiel um Bronze wieder auf Montenegro. Die Serben gewannen dieses Spiel mit 12:11. Stefan Mitrović erzielte im Turnierverlauf zehn Tore, davon eins im Spiel um Bronze.
Bei der Weltmeisterschaft 2013 in Barcelona erreichten die Serben nur den siebten Platz. Stefan Mitrović warf insgesamt acht Tore. 2014 besiegten die Serben im Finale der Europameisterschaft in Budapest die ungarische Mannschaft. Stefan Mitrović traf zehnmal, davon dreimal im Halbfinale. Bei der Weltmeisterschaft 2015 in Kasan bezwangen im Finale die Serben die Kroaten mit 11:4, wobei Stefan Mitrović im Finale ein Tor beisteuerte. Anfang 2016 gewannen die Serben den Titel bei der Europameisterschaft in Belgrad. Beim olympischen Wasserballturnier in Rio de Janeiro belegten die Serben in ihrer Vorrundengruppe nur den vierten Platz. Mit Siegen über Spanien im Viertelfinale und über Italien im Halbfinale erreichten die Serben gleichwohl das Finale und bezwangen dort die kroatische Mannschaft mit 11:7. Stefan Mitrović erzielte eins seiner acht Turniertore im Finale.
2017 bei der Weltmeisterschaft in Budapest gewann das serbische Team die Bronzemedaille, nachdem sie im Halbfinale gegen die Kroaten verloren hatten. 2018 siegte Serbien bei den Mittelmeerspielen in Tarragona vor der griechischen Mannschaft. Einen Monat später siegte Serbien bei der Europameisterschaft in Barcelona nach Fünfmeterschießen im Finale gegen Spanien. Stefan Mitrović warf drei Tore, eins davon im Finale. Nachdem die serbische Mannschaft sowohl bei der Weltmeisterschaft 2019 als auch bei der Europameisterschaft 2020 lediglich den fünften Platz belegt hatte, flog sie nicht als Favorit zu den Olympischen Spielen in Tokio. Serbien unterlag in der Vorrunde gegen Spanien und Kroatien. Nach einem Viertelfinalsieg über Weltmeister Italien und einem Halbfinalsieg über die Spanier gewannen die Serben das Finale gegen die Griechen mit 13:10.
Auf Vereinsebene spielte Stefan Mitrović bis 2013 bei VK Partizan Belgrad und war sechsmal serbischer Meister. Danach spielte er in Ungarn, wo er sowohl mit Szolnok als auch mit Ferencváros Budapest einen Meistertitel gewann.